# Amiral Kouznetsov
Pour les articles homonymes, voir Kouznetsov.
L’Amiral Kouznetsov (en russe : Адмирал флота Советского Союза Кузнецов, « Amiral de la flotte de l'Union soviétique Kouznetsov »), initialement nommé Tbilissi puis Leonid Brejnev, est un porte-aéronefs (pas de catapultes) STOBAR de la Marine russe, et son navire amiral. Le Kouznetsov est baptisé du nom de l'amiral de la flotte de l'Union soviétique Nikolaï Gerassimovitch Kouznetsov.
Il avait été commandé à l'origine par la marine soviétique en tant que bâtiment tête de série de la classe Kouznetsov. Le seul autre bateau de cette classe, le Varyag, inachevé, a été vendu en l'état par l'Ukraine à la Chine qui l'a mis en service en 2012 sous le nom de Liaonning, CV16.

## Conception de la classe
Le Kouznetsov et son unique navire-jumeau (le Varyag) ont été conçus au Chantier naval de la mer Noire, à Mykolaïv en Ukraine.
Le Varyag, seulement achevé à 70 % en 1993 — année de la suspension des travaux de sa construction — a été vendu à une firme chinoise de Macao en juin 2000 (officiellement pour être transformé en casino flottant) ; la Turquie s'étant opposée, un long moment, à son passage dans les détroits du Bosphore et des Dardanelles pour des raisons de sécurité nautique, et ayant rencontré de nombreuses autres vicissitudes, il n'est finalement arrivé en Chine à Dalian que le 3 mars 2002 après 627 jours de transit.
En 2012, il est enfin achevé pour devenir le premier porte-avions pour la marine chinoise, d'abord (par supputations occidentales) sous le nom de Shi Lang (83) puis officiellement Liaoning (16) à sa mise en service.

### Coque et îlot passerelle

Configuration du pont d'envol et des trois pistes d'envol sur lAmiral Kouznetsov.

Le pont d’atterrissage d’une surface de 14 800 m2, la superstructure de l’îlot, sont placés à tribord, derrière les lignes de coque. 
Deux ascenseurs latéraux, conçus chacun pour une charge de 40 tonnes, sont situés à l’avant et à l’arrière de la superstructure. 
Le pont d'angle (la section d'atterrissage du pont d'envol avec des dimensions de 205 × 26 m) est situé à un angle de 7° par rapport à la proue du navire.
Il dispose de deux pistes d envol de 105 m de long pour une charge maximum de 28 tonnes et d une piste de 195 mettres de long pour 33 tonnes de masse maximale au decollage, sans catapulte, avec une vitesse de 28 a 30 noeuds du porte aeronef, terminée par un tremplin incliné de 14,3°. Lorsque l'avion quitte le tremplin, il tombe de 15 mètres et ne reprend de l'altitude qu'après huit à dix secondes de vol. 

### Aéronefs
Vingt-quatre monoplaces Su-33 et 1 biplace Su-33UB ont été livrés en 1993-94, cette flotte a commencé à être remplacée par 24 Mig-29k dont quatre appareils sont apparus en opération en 2016, l'un d'entre eux s’abîmant en mer le 13 novembre 2016.
En 2017, le groupe aérien est composé de quatorze avions et une dizaine d'hélicoptères :
Avions :
- 10 Su-33 KUB Flanker D pour les missions de supériorité aérienne, d'attaque au sol et de lutte antinavire, dont huit équipés du système de désignation de cible Gefest SVP-24 "Hephaestus" qui améliore la précision des bombes guidées ou non guidées.
- 3 Mig-29 KR Fulcrum monoplace
- 1 Mig-29 KUBR Fulcrum biplace

Hélicoptères :
- 4 Kamov Ka-27 PL pour les missions de recherche et de sauvetage
- 4 Kamov Ka-29 Helix-B pour les missions de surveillance aérienne et de commandement aéroporté AWACS.
- 4 Kamov Ka-52 K Katran (version navalisée du Ka-52 Alligator) d'attaque armés de missiles antichars Hermes-A.

### Armement
- Canons :
  - 8 canons K-630 AA (6× de calibre 30 mm, 6 000 coups/min/unité de tir, 24 000 coups) ;
  - 8 CADS-1 Système de défense rapprochée (CIWS) - (2 × calibre 30 mm Gatling AA plus 16 SA-19 Grisom|3K87 Kortik SAM) ;
- Kashtan CIWS système de canon et de missile (256 missiles, 48 000 coups ; portée : 0,5  à   1,5 km)
- missiles :
  - 12 missiles antinavires P-700 Granit à charge perforante explosive conventionnelle d'une masse comprise entre 580  et   750 kg, de 200 km de portée en trajectoire basse à Mach 1,5 dont l'utilisation reste exceptionnelle et qui permettrait de combattre sans l'appui de l'escorte aéronavale[4];
  - 18 × 8-cell 3K95 Kinzhal SAM VLS (192 missiles à lancement vertical ; 1 missile toutes les 3 secondes) ;
- lutte anti-sous-marine :
  - 2 RBU-12000 UDAV-1 ASW lance-roquettes (60 roquettes).

### Électronique
Radar tridimensionnel et système sky watch, etc.

### Propulsion et performance
Contrairement à la plupart des navires de guerre occidentaux qui utilisent des turbines à gaz ou l'énergie nucléaire, l'Amiral Kuznetsov est un navire à propulsion conventionnelle qui utilise du mazout, du fioul lourd, comme carburant, ce qui entraîne souvent une traînée d'épaisses fumées noires visibles de loin. 
Les responsables de la marine russe ont déclaré que le fait de ne pas préchauffer correctement le carburant lourd avant d'entrer dans la chambre de combustion pourrait contribuer à l'épaisse traînée de fumée associée au navire.
Propulsion classique à vapeur : 8 chaudières (fioul) alimentant 4 groupes de turbines.

Puissance : 200 000 chevaux (50 000 chevaux par ligne d'arbre).

Vitesse : 32 nœuds.

Rayon d'action : 3 800 nautiques à 32 nœuds ; 8 500 nautiques à 18 nœuds. 

## Historique
La création du TAVKR « Amiral de la flotte de l'Union soviétiqueKuznetsov » est liée à d'autres navires créés dans le cadre du projet 1143. Les principales tâches des porte-avions de l'URSS différaient considérablement des commandes de porte-avions des États-Unis :
- assurer la sécurité des croiseurs lance-missiles stratégiques à propulsion nucléaire dans les zones de patrouille de combat (ru) ;
- la défense aérienne du navire et (ou) d'un groupe de navires qui l'accompagne ;
- recherche et destruction de sous-marins ennemis dans le cadre d’un groupe anti-sous-marins ;
- la détection, le guidage et la destruction des forces de surface ennemies ;
- assurer le débarquement de l'infanterie de marine.

### Déploiements opérationnels
De 1991 à 2015, le Kuznetsov a effectué six patrouilles. 

#### Mission en Syrie en 2016
Pour les premières opérations de combat d'un porte-aéronefs soviétique et russe, le Kouznetsov quitte le port de Severomorsk le 15 octobre 2016 accompagné de sept bâtiments. Le groupe aéronaval inclut le croiseur nucléaire Pierre le Grand, le navire amphibie Aleksandr Chabaline (110) et les destroyers Severomorsk et Vice-amiral Koulakov. Lors de son passage dans la Manche les observateurs aperçoivent un remorqueur de haute mer qui l'accompagne. Interprétant cette présence pour le cas où il tomberait en panne, les Britanniques considèrent alors le Kouznetsov comme le « navire de guerre le plus défaillant du monde ».
Bien que les importantes fumées émanant de sa cheminée attirent les railleries des réseaux sociaux, des experts estiment que le navire et son groupe aérien restent une force avec laquelle il faut compter. Cependant le groupe aérien du Kouznetsov ne comprend que 14 chasseurs dont la production date des années 1990, faiblement chargés au décollage de par l’absence de catapulte et aucun avion de guet aérien pour accompagner les chasseurs : 10 Su-33 du 279e régiment indépendant embarqué d'aviation de chasse de la 45e armée de l'air et des forces de défense aérienne, 3 MiG-29KR monoplaces et d'un MiG-29KUBR biplace contre 26 à 52 chasseurs lourdement chargés et avions de guet aérien pour un porte-avion nucléaire américain ou français avec lesquels il ne supporte pas la comparaison.
Le Kouznetsov arrive dans sa zone d'opération en mer Méditerranée orientale le 12 novembre 2016 avec la mission d'apporter davantage de soutien aérien aux opérations menées par la Russie en Syrie. Le 14 novembre 2016, le ministre russe de la Défense annonce la perte d'un MiG-29KUBR au cours de la phase d'appontage lors d'un exercice en Méditerranée, faute de carburant après que l'appareil a été mis en attente, ne pouvant apponter à la suite de la défaillance d'un des brins d'arrêt.
Le 15 novembre 2016 les Su-33 réalisent à l'aide de bombes conventionnelles non guidées, la toute première mission de combat aéronaval de l'histoire de la marine russe.
Les photographies dévoilées par la Russie révèlent que la charge emportée par les Su-33 reste modeste avec seulement 2 bombes FAB-500 de 500 kg chacune.
Le 5 décembre, un Su-33 sombre en mer en raison de la rupture du quatrième brin d'arrêt attrapé par l'appareil lors de l'appontage. 
L'état opérationnel du Kouznetsov est aussi remis en cause par la publication de photographies satellite montrant que 9 (8 Su-33 et un Mig-29KR) des 14 avions de son groupe aérien embarqué opèrent en réalité à partir de la base Hmeimim à Lattaquié au côté des Su-24M Fencer-D, Su-34 Fullback, Su-35S Flanker-E des VVS. La raison de ce déploiement à terre est attribuée par les armées occidentales à la configuration STOBAR qui limite les capacités d'emport de carburant et de munitions.
La mission se termine après deux mois après avoir réalisé 420 sorties dont 117 de nuit détruisant plus de mille cibles.

### Rénovation à partir de 2018
À partir de 2018, le Kouznetsov fait l'objet d'une rénovation complète, visant à étendre sa durée de vie, pour un coût compris entre 55 milliards et 62 milliards de roubles (entre 790 millions et 897 millions d'euros). A cette occasion, le système de propulsion doit être remplacé, et le porte-avions doit être équipé notamment d'un système anti-aérien Pantsir-Met et d'un système radar Almaz-Antei Poliment-Redut équipant déjà les actuels systèmes antimissiles mer-air S-350. Son retour en service est alors anticipé pour 2021,. À la suite de nombreux incidents, en juin 2022, Vladimir Korolev, le directeur général adjoint des activités militaires d’USC déclare que le chantier serait finalement terminé en 2023 et que le transfert de l’Amiral Kouznetsov à la flotte après sa modernisation et tous les tests d’État ultérieurs auront lieu au plus tôt en 2024.

#### Accidents durant la rénovation

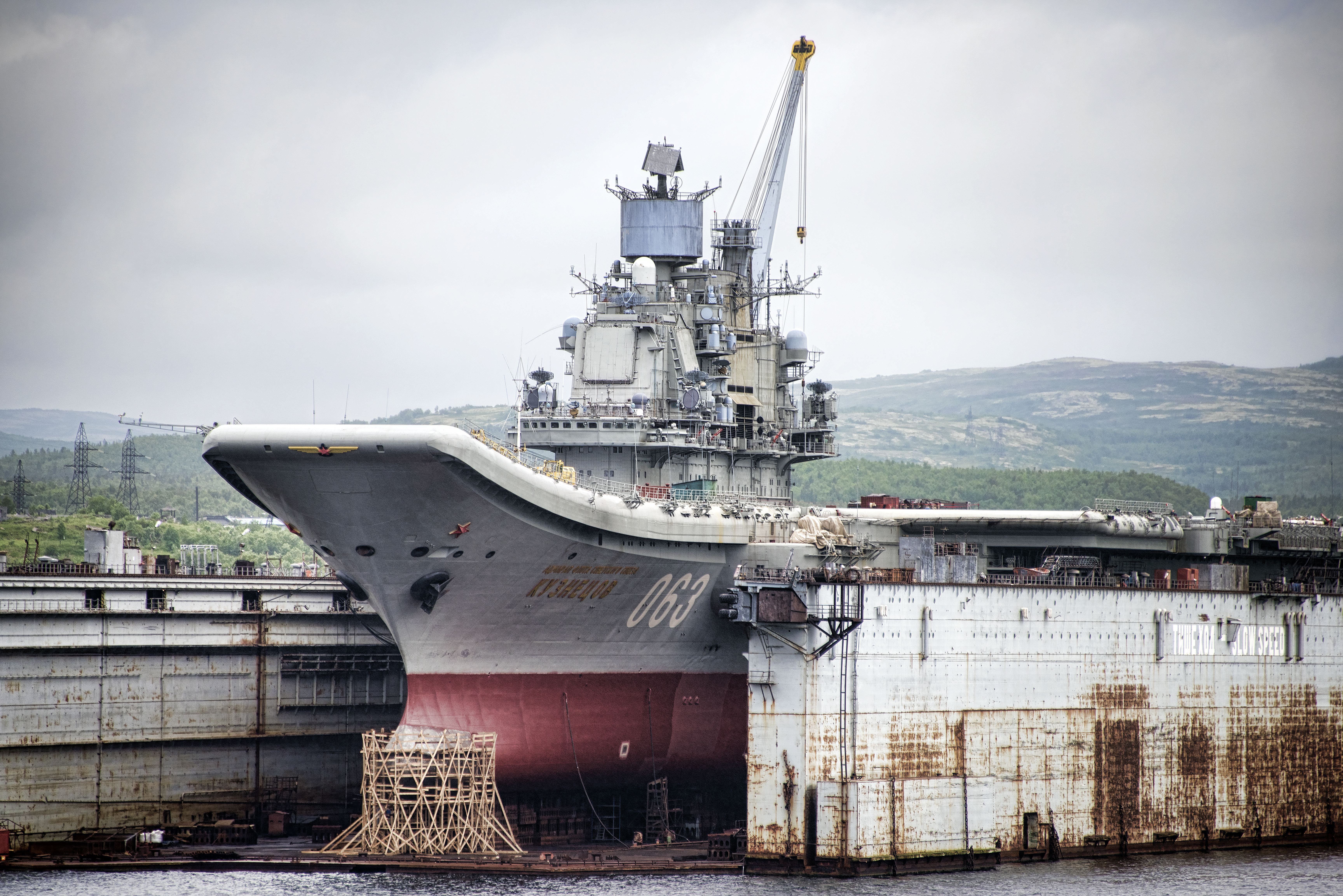
Sur le dock flottant PD-50.

Dans la nuit du 29 au 30 octobre 2018, le Kouznetsov a subi des dégâts lorsque le PD-50, plus gros dock flottant russe, a coulé et qu'une de ses deux grues de 70 tonnes s'est alors écrasée sur le pont du porte-avions, occasionnant un trou de 19 m². Un ouvrier est mort dans l'accident.  
Le 12 décembre 2019, alors que les travaux se poursuivent sur le navire, un incendie se déclenche sur le pont supérieur, occasionnant deux morts et 14 blessés.
En mai 2022, il est transporté au chantier naval de Zviozdotchka à Severodvinsk.
Le 22 décembre 2022, alors qu'il est amarré dans un port de Mourmansk, un nouveau départ de feu a lieu sur le navire. Selon les autorités locales, le feu a été rapidement éteint et il n'y a pas eu de blessés,.

### Un avenir incertain
En septembre 2024, une analyse OSINT a révélé que l'équipage de l'Amiral Kuznetsov a été transféré dans l'Armée de terre russe pour la  guerre en Ukraine. Une telle réaffectation a alimenté les soupçons selon lesquels la Russie ne chercherait pas à rendre l'Amiral Kuznetsov à nouveau opérationnel,. En juillet 2025, le quotidien Izvestia rapporte que les travaux de réparation et de modernisation sur le porte-aéronef ont été interrompus et que le ministère de la Défense envisage d'envoyer le navire à la casse en raison de son âge et de l'explosion des coûts de maintenance. Au même moment, le site web UK Defence Journal rapporte les propos de  l'amiral Sergei Avakyants, ancien chef de la Flotte du Pacifique, qui laissent entendre un soutien institutionnel à une décision de retrait du navire, décrivant les porte-avions classiques comme étant aussi chers qu'inefficaces dans la guerre du futur, l'avenir appartenant selon lui aux drones et plates-formes robotisées. Cette analyse n'est cependant pas partagée par Vassili Dandykin, pour qui la nécessité des porte-avions est justifiée par le fait que de plus en plus de pays cherchent à en acquérir, ni par Ilya Kramnik, du Centre d'études et de planification stratégique de l'Académie des sciences de Russie, qui explique qu'une marine moderne ne peut se passer de soutien aérien — lequel devient quasiment impossible sans porte-avions lorsque la flotte est loin des côtes au beau milieu de l'océan — et qui plaide pour la construction d'un nouveau porte-avions plus petit pour s'adapter aux capacités industrielles de la Russie,.

## Navires de classe Kouznetsov

### Varyag

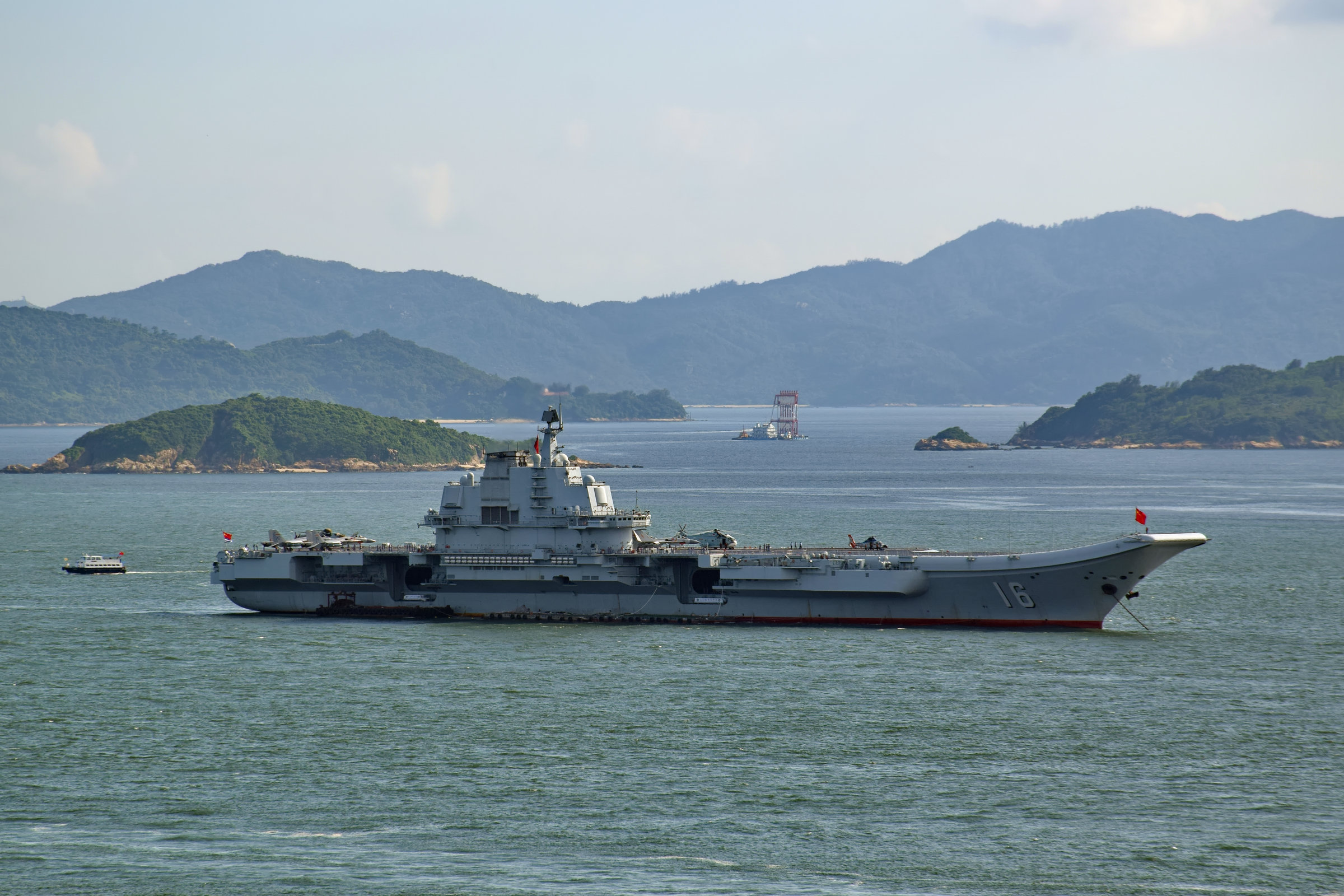
Le Liaoning (ex-Varyag) près de Hong Kong en 2017.

La construction du porte-avions Varyag (navire-jumeau de l’Amiral Kouznetsov) a été suspendue en 1993 alors que 70 % du navire étaient achevés. Il a été racheté au début des années 2000 par la Chine, officiellement pour être transformé en casino flottant. Renommé Liaoning, il est en travaux dans les chantiers de Dalian (Chine) dans les années 2000. Repeint aux couleurs des navires de la marine chinoise, il opère sa première sortie en mer pour des essais le 10 août 2011.

### Futurs porte-aéronefs
De nombreux projets et spéculations fleurissent dans les médias russes, l'un d'entre eux dans les années 2010 a indiqué que la marine russe a planifié la construction d’un second porte-avions vers 2020, nommé pour le moment Projet 23000E Chtorm. Il devrait rejoindre l’Amiral Kouznetsov, l'objectif étant de disposer à moyen terme d’un groupe aéronaval dans chacune des flottes du Pacifique et du Nord. À plus long terme (vingt ou trente ans), la cible est de trois porte-avions par groupe aéronaval soit six au total, mais en 2022, aucun véritable budget n'est prévu de la part du gouvernement pour un tel projet.
Toutefois, plusieurs articles et commentaires ont mis en doute la capacité de la Russie de construire ce nouveau porte-avions, pour les raisons suivantes[réf. souhaitée] :
- doute sur la capacité technique d'abord, l'amirauté russe étant apparemment insatisfaite du projet qui serait doté d'une technologie insuffisamment moderne ; plusieurs spécialistes estiment que la Russie ne dispose pas des technologies nécessaires, et de plus qu'aucun chantier naval russe ne serait capable de construire un porte-avions moderne ;
- doute aussi sur la capacité financière, tant pour construire le porte-avions que pour le doter d'une escadrille complète (projet dont le coût est estimé à 30 milliards d'euros).

## Dans la culture
Ce navire apparaît dans certaines œuvres de fiction :
- il occupe une place centrale dans le tome 45 de la bande dessinée Buck Danny : Les Secrets de la mer Noire[22] ;
- dans le jeu Wargame: Red Dragon ;
- dans le simulateur de vol DCS World ;
- dans le film Attraction.